# Brama Oławska

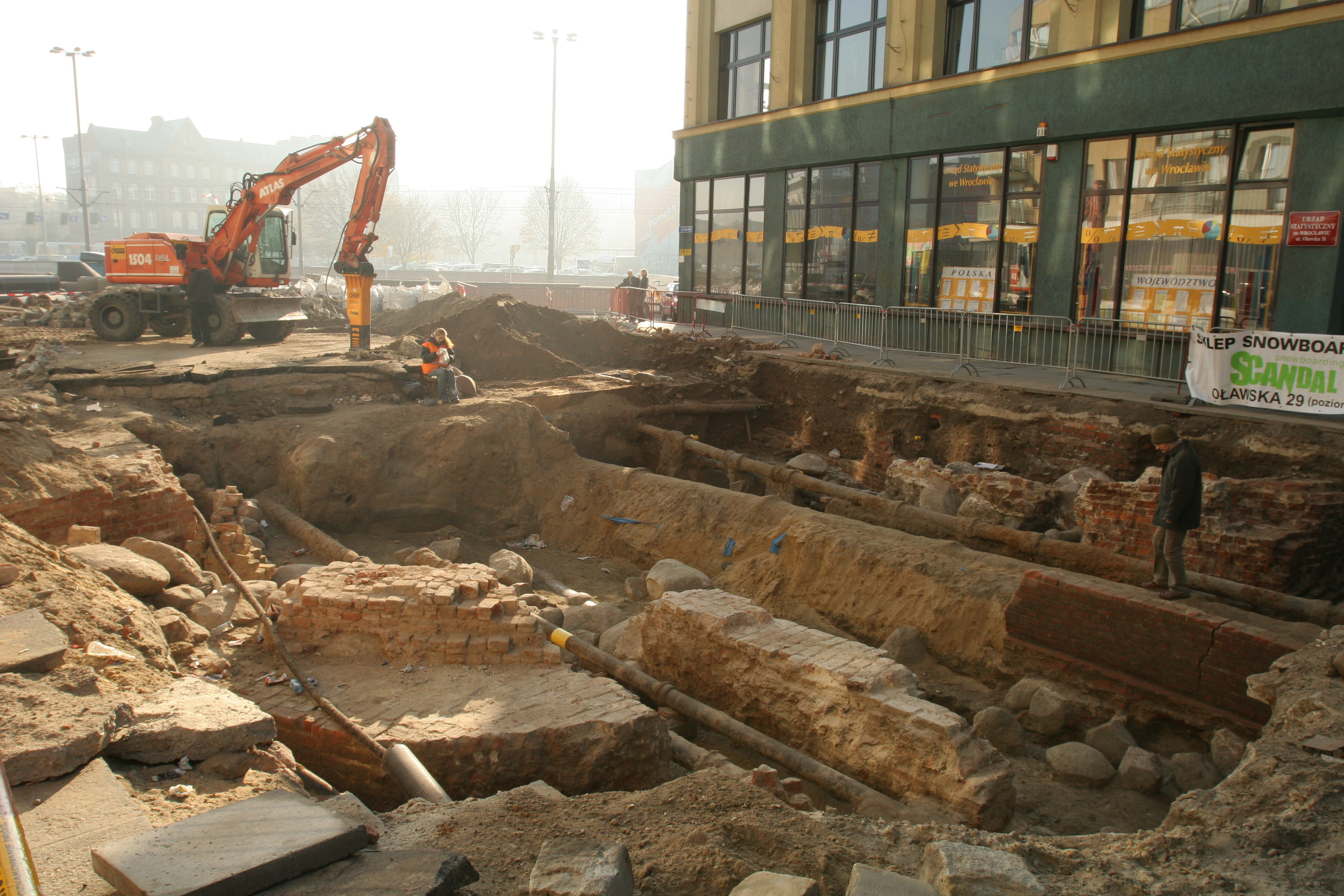
Resztki bramy Oławskiej wewnętrznej odsłonięte pod powierzchnią ulicy Oławskiej

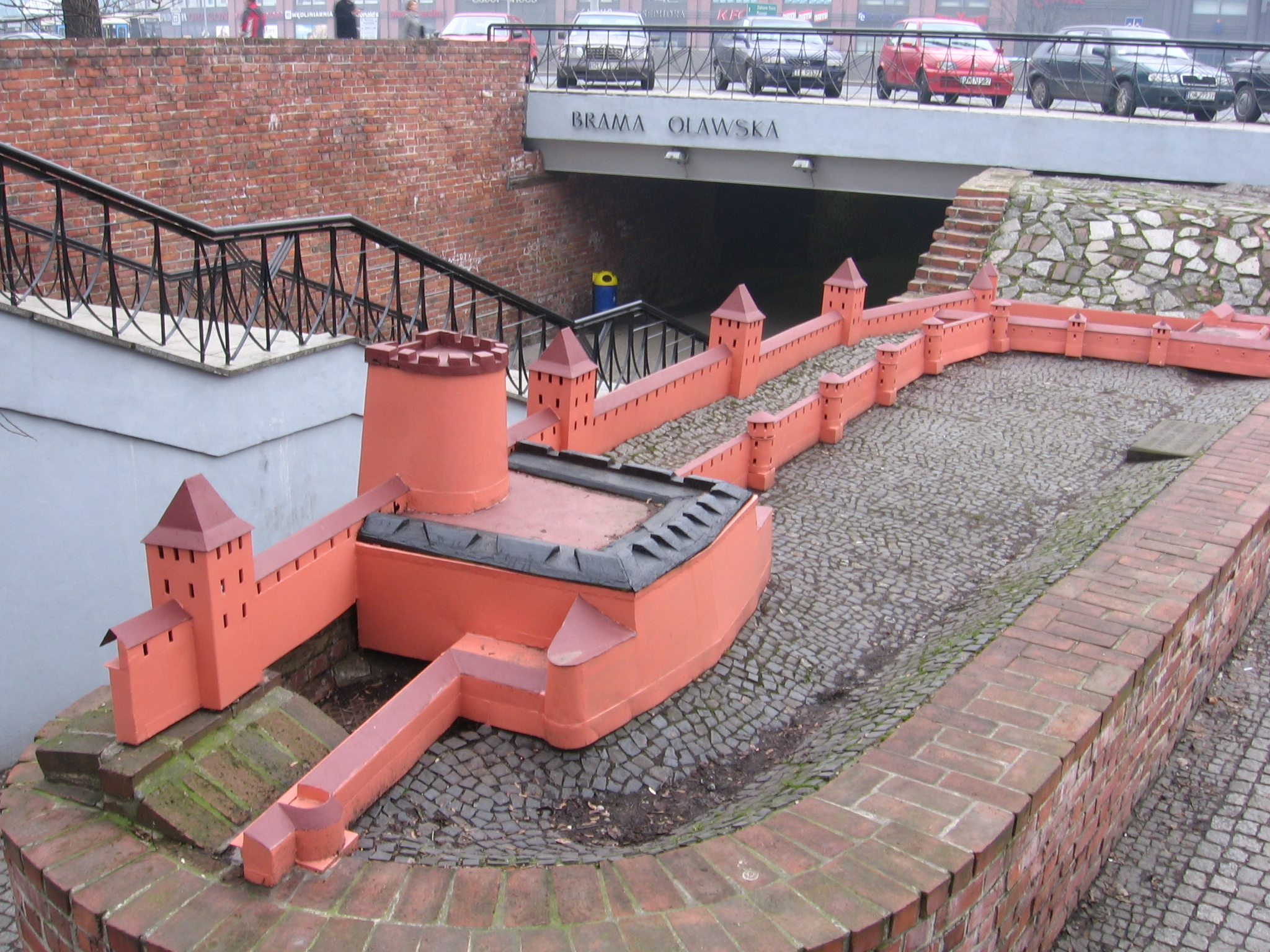
Makieta XVI-wiecznej zewnętrznej bramy Oławskiej z basteją Hioba

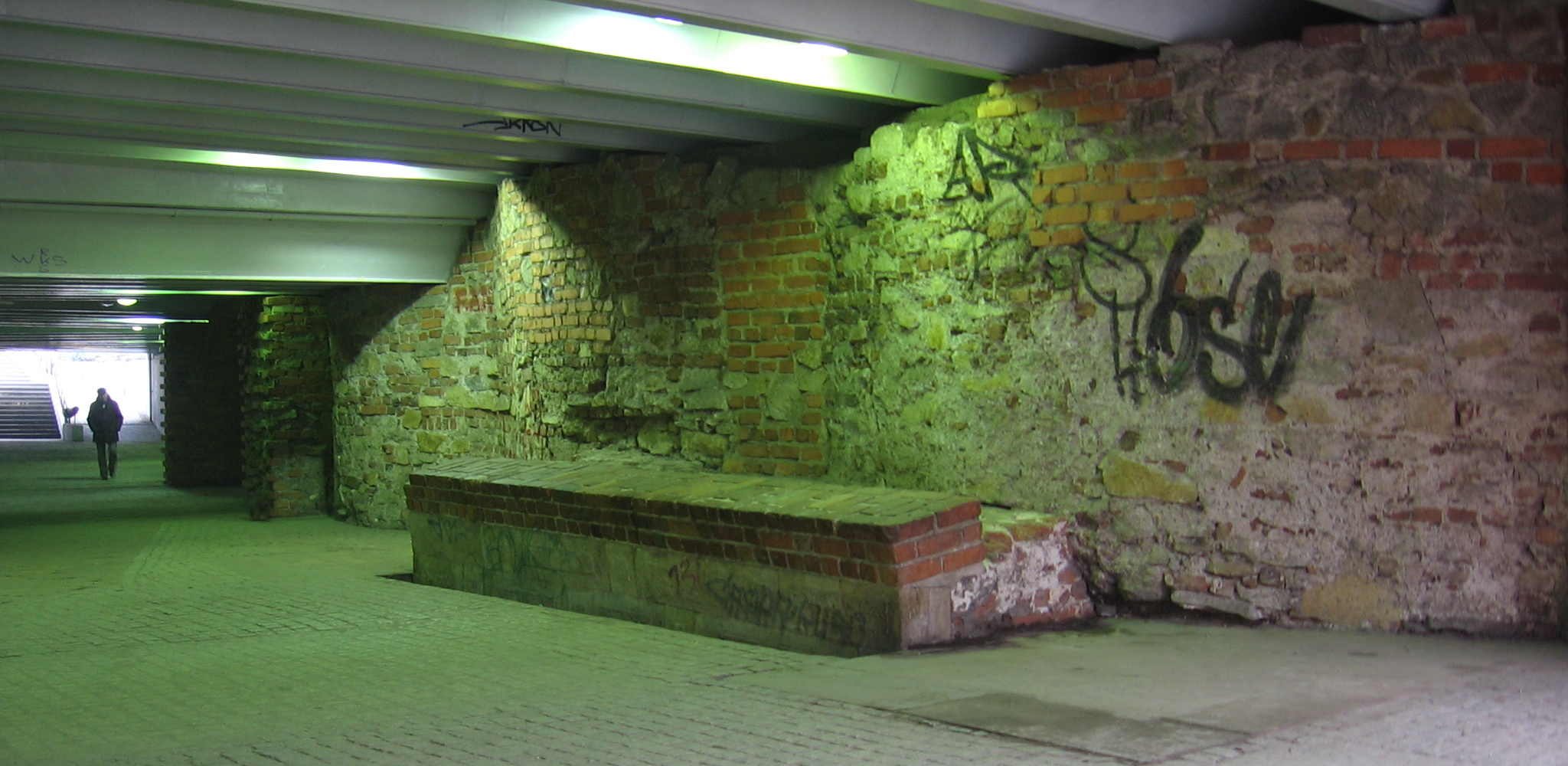
Zachowane resztki zewnętrznej bramy Oławskiej

Brama Oławska (niem. Ohlauer Tor) – zespół bram miejskich we wschodniej części umocnień fortecznych Wrocławia. Ponadto „nową zewnętrzną bramą Oławską” (niem. Neues Äußeres Ohlauer Tor) nazywano w XIX wieku rogatki miejskie u zbiegu ulic gen. Romualda Traugutta i Tadeusza Kościuszki, nazywane także Ohlauer Barriere. Zburzona na początku XIX wieku.

## Historia

### Brama wewnętrzna
Brama została wzniesiona na początku II połowy XIII wieku w linii fortyfikacji wewnętrznych miasta na trakcie prowadzącym na wschód, w kierunku Oławy. Zlokalizowana była w miejscu, gdzie dziś znajdują się posesje nr 29–31 przy ulicy Oławskiej (obok gmachu Urzędu Statystycznego). Składała się z wieży bramnej o podstawie prostokąta zbliżonego do kwadratu oraz przedbramia. Zlikwidowana została w 1792, pozostawiono jedynie łuk nad ulicą, który później został również usunięty.

### Brama zewnętrzna
Wzniesiona wkrótce po bramie wewnętrznej, na linii nowych, zewnętrznych fortyfikacji (obok miejsca, gdzie dziś stoi Galeria Dominikańska, około stu metrów na wschód od skrzyżowania ulic Oławskiej i ks. Piotra Skargi). Pierwszy raz wzmiankowana w 1299 w związku z zapłatą dla kamieniarza Albericusa za wykonane prace budowlane. Pierwotnie podobna była do bramy wewnętrznej; w połowie XV wieku powiększone zostało przedbramie, wzniesiono nową wieżę. Później dodano barbakan (na przełomie XV i XVI w.), w 1576 zastąpiony basteją. W 1588 mury bastei przysypano ziemią tworząc nowy bastion: wieża bramna została zastąpiona wieżą o podstawie półkolistej z działobitnią na szczycie. W latach 1638–1642 dodano na podstawie projektu Walentego von Säbischa rawelin, który uzupełniono w latach 70. XVIII wieku dodatkowo usypanym płaszczem osłonowym.
Podczas oblężenia miasta przez wojska napoleońskie (1806) brama Oławska nie ucierpiała nadmiernie, ale zburzona została już w 1807, w pierwszej fazie zarządzonej przez Francuzów likwidacji fortyfikacji miejskich Wrocławia.

### Wykopaliska
Podczas budowy, w latach 1975–1977, trasy W-Z i podziemnych przejść z nią związanych odkryto  na placu Dominikańskim pozostałości fundamentów bramy Oławskiej. Zostały one w czasie robót budowlanych w znacznej części zniszczone, a niektóre zachowane pozostałości gruntownie przemurowano i zaadaptowano w latach 1977–1978 na potrzeby przejścia podziemnego, gdzie zostały wyeksponowane. Obok przejścia ustawiono makietę bramy i sąsiadującego z nią fragmentu fortyfikacji.